# Iertarea
Iertarea este al optulea roman din seria de fantezie Casa Nopții, scrisă de P.C. Cast și Kristin Cast. 
Zoey s-a întors din Lumea de Dincolo cu ajutorul Gardianului ei, Stark, și își petrece timpul pe insula lui Sgiach, învățând despre Magia Veche. Kalona s-a întors de asemenea. Nemulțumită de eșecul lui, Neferet l-a pedepsit de ochii Consiliului și apoi l-a trimis înapoi în Tulsa. Stevie Rae și Rephaim încearcă să-i dea de cap legăturii dintre ei și loialităților lor conflictuale, testate de venirea lui Kalona.

## Rezumat

### Insula lui Sgiach
Zoey și Stark urmează tradiția și își leagă simbolic destinele sub "wishing tree", după care fac dragoste. Sgiach o ia pe Zoey la o plimbare prin insulă, ca să-i arate Magia Veche. finds out that she wields the ancient magick of the fey and can bring back old fey that serve her elements, prompting Queen Sgiach to ask her to stay on Skye indefinitely and be her successor. Aphrodite and Darius leave Skye, but Zoey and Stark decide to stay a little longer while Stark recuperates. Zoey continuously senses Darkness on Skye, leading her to believe that she cannot hide from Darkness anymore.

### Tulsa
Neferet se întoarce la Casa Nopții. Ca să o forțeze pe Zoey să se întoarcă și să-și plătească datoria față de Întuneric, Neferet îl omoară pe Jack, un suflet care nu putea fi corupt de Rău. 
Kalona realizează că poate intra în mintea lui Stark din cauza faptului că-i salvase viața. În urma unei discuții cu Rephaim, acesta realizează de asemenea că jurământul către Neferet nu-l mai leagă, de vreme ce el nu mai este complet nemuritor.
Neferet îi permite lui Zoey să aprindă rugul funerar al lui Jack, apoi se preface că-și cere iertare pentru că ar fi fost prinsă sub vraja lui Kalona. Zoey nu are de ales decât să o ierte public, de vreme ce adevărul ar părea neverosimil și ar face-o să pară copilăroasă și răzbunătoare. Neferet folosește Întunericul pentru a-l captura pe Rephaim și a-l arunca mulțimii ca țap ispășitor. Când Stevie Rae îi ia apărarea Neferet îi acuză de a fi aliați cu Întunericul și-i instigă pe Fii lui Erebus să-i omoare. Kalona apare și împreună cu Rephaim începe să lupte cu vampirii.

Coperta primei ediţii în românǎ

La acest punct, Zoey, Stark și ceilalți prieteni ai lui Stevie Rae se simt confuzi și trădați din cauza acțiunilor și mărturisirilor acesteia. Stevie Rae pledează pentru Rephaim și le atrage atenția că spre deosebire de tatăl său, acesta luptă în defensivă, încercând să nu rănească Fii lui Erebus. Zoey o iartă și, împreună cu ceilalți, formează un cerc, pentru a opri lupta. Ignorând acuzațiile lui Neferet, Stevie Rae i se adresează lui Kalona, cerându-i să-i redea libertatea lui Rephaim. Acesta acceptă, apoi o zeflemește pe Neferet cu libertatea lui și pleacă. În urma lui cade o singură pană albă, de culoarea originală a aripilor sale. Hipnotizată, Stevie Rae nu-și dă seama că nu-și mai controlează magia și Rephaim e neprotejat. Dragon se aruncă spre el, încercând să-l omoare, când Zoey se interpune între ei și Nyx își face apariția.
Aceasta îl iartă pe Rephaim, și-l vrăjește să ia formă umană noaptea și să fie corb ziua, ca pedeapsă pentru moartea Anastasiei. Aceasta vorbește cu Damien și Dragon, încercând să-i convingă să accepte moartea Consorților lor și să-și continue viețile, dar Dragon refuză și jură să-l omoare pe Rephaim. Pentru a câștiga sprijinul acestuia, Neferet îl alungă de la Casa Nopții. Stevie Rae i se alătură, iar Zoey anunță că va urma exemplul lui Sgiach și va înființa singură o Casă a Nopții, ea fiind o regină a vampirilor, cu Stevie Rae ca Mare Preoteasă și Kramisha ca Poet Laureate. Stevie Rae, Zoey, Rephaim, inițiații roșii și ceilalți prieteni ai lui Zoey pleacă îmreună.
Neferet pleacă să-l găsească pe Kalona, dar este oprită de Taurul Alb, care-i oferă un Recipient, o creatură a Întunericului care-i va asculta fiecare ordin. Aceasta hotărăște să o sacrifice pe Sylvia Redbird, dar în locul ei o găsește pe mama lui Zoey, care fugise de acasă după ce-și prinsese soțul înșelând-o. Nerăbdătoare, Neferet ignoră sfaturile Taurului Alb și o sacrifică pe ea. Recipientul ia forma unui tânăr bărbat blond pe care-l numește Aurox.
În Lumea de Dincolo, Heath joacă fotbal cu alte spirite. Nyx îl întreabă dacă e fericit, apoi îi oferă trei opțiuni: să rămână în Lumea de Dincolo pentru restul vieții, să fie renăscut, cu asigurarea că va fi reunit cu Zoey sau să pătrundă în Aurox, care datorită sufletului slab al Lindei avea un defect și putea fi influențat de Lumină. Heath alege această a treia cale și Nyx îl trimite pe Pământ. După, o cheamă pe Zoey care asistă la venirea mamei ei în Lumea de Dincolo și află că aceasta o iubise.

## Personaje
| - Zoey Redbird - Dragon - Nyx - Erik Night - Stevie Rae - Neferet - Afrodita - Kalona - Stark | - Jack Twist - Erin Bates - Shaunee Cole - Damien - Regina Sgiach - Rephaim - Kramisha - Darius - Heath Luck |